# Улягір
Улягір (рос. Улягир) — станція Свободненського регіону Забайкальської залізниці Росії, розташована на дільниці Куенга — Бамівська між станціями Уруша (відстань — 31 км) і Мадалан (10 км). Відстань до ст. Куенга — 716 км, до ст. Бамівська — 33 км; до транзитного пункту Каримська — 948 км.